# Yabo (término japonés)
Yabo (野暮?) es un término japonés que describe algo como antiestético o poco atractivo. Yabo es lo contrario a iki. Busui (無粋), traducido literalmente como "no-iki", es sinónimo de yabo. Lo que es no-iki, probablemente sea yabo. Yabo es, por lo general, poco elegante, inmenso, tosco, infantil, colorido, tímido, duradero, ruidoso, superficial, vulgar, pedante, burdo, etc.
La palabra yabo era a menudo utilizada por pobladores, o Chōnin (especialmente aquellos de Edo). A menudo hace referencia a samurai y agricultores (nomin) de las afueras de Edo, pero también podría ser aplicado a otro chonin. Los habitantes de Edo a veces se autodenominaban Edokko (similar a newyorquino o parisiense). Al estar tan orgullosos de haber nacido y crecido en Edo, solían despreciar a los forasteros. Aun así, los orígenes de muchos chonin podrían ser remontados a otras áreas y orígenes.

El significado del término se ha expandido y generalizado gracias a la modernización de Japón. Hoy palabra yabo es utilizada con más frecuencia que iki. 